# Bandera de Riudoms
La bandera oficial de Riudoms té la següent descripció:
Bandera apaïsada, de proporcions dos d'alt per tres de llarg, bicolor horitzontal groc i verd fosc, amb una faixa ondada blau fosc d'1/2, 3 i 1/2 crestes, de gruix 1/6 de l'alçària del drap, al centre.
Va ser aprovada el 30 de desembre de 2013 i publicada al DOGC el 20 de gener de 2014 amb el número 6543.